# Reinhard Gustav Paul Knuth
Reinhard Gustav Paul Knuth, född den 17 november 1874 i Berlin, död den 25 februari 1957, var en tysk taxonom, botaniker och pteridolog som arbetade i över 50 år vid Botanischer Garten Berlin.
Auktorsnamnet R.Knuth kan användas för Reinhard Gustav Paul Knuth i samband med ett vetenskapligt namn inom botaniken; se Wikipediaartiklar som länkar till auktorsnamnet.